# 4294 Горацій
4294 Горацій (4294 Horatius) — астероїд головного поясу, відкритий 24 вересня 1960 року.
Тіссеранів параметр щодо Юпітера — 3,319.